# پرچم ترانسکی
پرچم ترانسکی در ۳ فوریه ۲۰۱۴ پذیرفته شد.